# 德劳河谷伦多夫
德劳河谷伦多夫是奥地利克恩顿州德劳河畔施皮塔尔县的一个市镇。总面积34.3平方公里，总人口1763人，人口密度51.4人/平方公里（2005年）。